# Kontrola społeczna
Kontrola społeczna – system nakazów, zakazów i sankcji, które służą grupie lub społeczności do utrzymania konformizmu ich członków wobec przyjętych norm i wartości.

## Teorie kontroli społecznej
Teorie kontroli społecznej łączą różne dyscypliny naukowe. Swe podłoże zawdzięcza psychoanalizie Sigmunda Freuda, psychologii behawioralnej, której przedstawicielami byli Hans J. Eysenck i Gordon Trasler, psychologii społecznej (Ivan F. Nye oraz Albert J. Reiss), jak również socjologii, w której najważniejszą postacią był Émile Durkheim.

## Formy i mechanizmy kontroli
Kontrola społeczna może mieć charakter:
- formalny – spisana w regulaminach poszczególnych organizacji, stowarzyszeń, a tym bardziej w państwowych kodeksach prawnych,
- nieformalny – wszelkie wzory zachowań przekazywane w stosunkach osobistych i wszystkie reakcje i sankcje stosowane spontanicznie i na zasadach zwyczaju,
- zewnętrzny – polega ona na przymusie stosowanym przez grupy społeczne, które przy użyciu systemu sankcji społecznych, a czasami również manipulacji, podtrzymują konformizm jednostek odczuwających swoje posłuszeństwo jako wymuszone i często niechciane.
- wewnętrzny – polega na internalizacji przez jednostkę norm, wartości i wzorów zachowań tak, iż ona odczuwa wewnętrzny nakaz postępowania zgodnie z nimi, nie ma poczucia bezpośredniego zewnętrznego przymusu (jedna z najskuteczniejszych odmian kontroli społecznych).

Wywierana jest poprzez dwa typy mechanizmów:
- psychospołeczny – wskazujący na posłuszeństwo wobec przyjętych norm i wartości (nakaz moralny)
- materialno-społeczny – przymus zewnętrzny stosowany przez otoczenie, środowisko, instytucje.

Na pograniczu mechanizmów kontroli społecznej funkcjonują zwyczaje i obyczaje.

## Sankcje
Każdy typ kontroli wyposażony jest w sankcje. Przykładowo: w kontroli wewnętrznej sankcją negatywną jest nieprzyjemne uczucie, występujące przy wyrzutach sumienia. Sankcje pozytywne obejmuje nieformalna kontrola zewnętrzna, można do nich zaliczyć: wzrost prestiżu i przejawy szacunku. Oprócz sankcji pozytywnych nieformalna kontrola zewnętrzna zajmuje się sankcjami negatywnymi, takimi jak wykluczenie, pogarda, a także ostracyzm (często są to przejawy szczególnie bolesne). Sankcje formalne i nieformalne można znaleźć wśród systemów religijnych.
Zdarza się, że elementy kontroli społecznej są nieskuteczne. W przypadku elementów formalnych zawodne mogą okazać się: policja, prokuratura, sądy, więzienia. Gdy nieskuteczne stają się nieformalne elementy kontroli społecznej, mogą do nich należeć: rodzina, grupy rówieśnicze, środowisko sąsiedzkie.